# Eclipse lunar de 21 de fevereiro de 2008

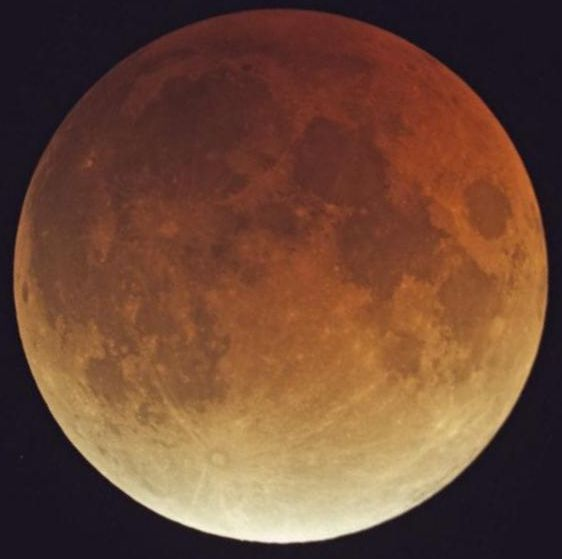
Meio do eclipse total visto de Massachusetts, EUA - 3:25 UTC

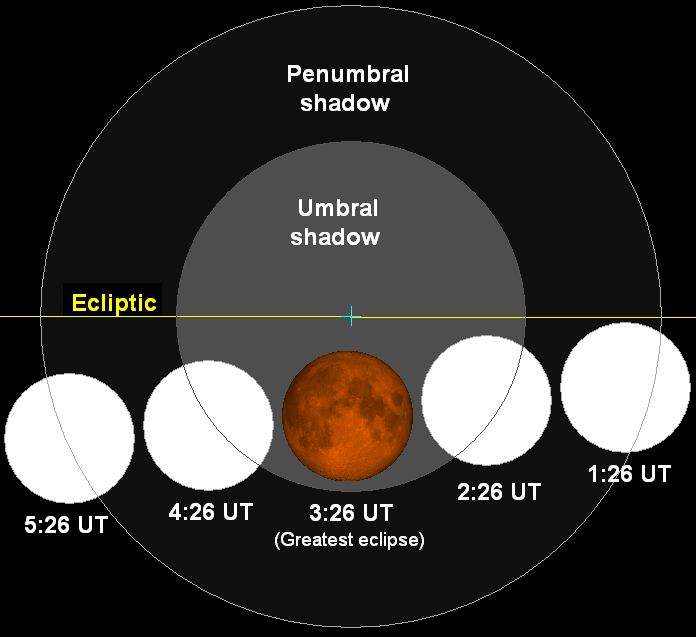
Fases e horários do eclipse.

O eclipse lunar de 21 de fevereiro de 2008 foi um eclipse total e o primeiro do ano. Foi visível nas Américas, Europa e África.